# Julia Sánchez Pereda
Julia Sánchez Pereda, con nombre artístico Juli, fue una dibujante de cómics e ilustradora española.

## Trayectoria
Juli, Julita o Juli Struth eran los pseudónimos que la dibujante usaba para editar las colecciones de cuadernos de cómic de género romántico que fueron editadas mayoritariamente por sellos catalanes.
La mayor parte de su obra se publicó desde la mitad de los años 40 hasta principios del 1970. Hizo trabajos para Ameller Editor, Vilmar, Editorial Marco, Exclusivas Gráficas Ricart, Editorial Firme, Editorial Bruguera y Ediciones Toray, entre otras.
Además de dibujos para cómics, también dibujó figuras recortables o Mariquitas.
Sánchez es considerada como una de las autoras de figuras recortables destacadas junto a Arnalot, Helenita, Sabatés, María Rosa Batlle y Beaumont.